# Веселинове
Веселинове (на украински: Веселинове) е селище от градски тип в Южна Украйна, Веселиновски район на Николаевска област. Населението му е около 7186 души.